# Lucius Julius Caesar Vipsanianus
Pour les articles homonymes, voir Iulius Caesar et Lucius Julius Caesar (consul en -64).
Lucius Caesar (juin 17 av. J.-C. - 2 ap. J.-C.), en latin Lucius Julius Caesar Vipsanianus après son adoption par Auguste, est le fils de Julia et de Marcus Vipsanius Agrippa.

## Biographie
Il naît en juin -17, lors des jeux séculaires présidés par son grand-père maternel Auguste qui l'adoptera dès sa naissance, en même temps que son frère aîné Caius Caesar (Caius Julius Caesar Vipsanianus). En effet, Auguste souhaite pérenniser le principat qu'il a créé par l'intermédiaire de sa descendance.
En 2 av. J.-C., comme il l'avait fait en 5 av. J.-C. pour C. Caesar, Auguste accède au consulat pour présenter son fils L. Caesar au Sénat ; à cette occasion ce dernier revêt la toge virile qui marque son entrée dans la vie politique. Le Sénat lui confère le titre de princeps juventutis et il est nommé consul désigné 5 ans à l'avance ils sont tous les deux nommés consuls et fêtés en tant que « princes de la jeunesse » (principes iuventutis. Des statues et des temples sont érigés en leur honneur, comme la Maison carrée à Nîmes et le cénotaphe à Durocortorum. Cependant Lucius Caesar meurt en 2 ap. J.-C., sans avoir pu revêtir le consulat.